# Swatantra
Swatantra Party fou un partit polític a l'Índia.
El 1960, Rajagopalachari i els seus col·legues van redactar un manifest de 21 punts que detallava per què s'havia de formar Swatantra, tot i que havien estat congressistes i associats de Nehru durant la lluita per la independència de l'India.
El partit Swatantra fou fundat per C. Rajagolachari, que fou ministre principal de l'estat de Tamil Nadu a principis dels anys cinquanta i més tard es va separar del partit del Congrés para fundar el Swatantra. L'Swatantra està aliat al Dravidar Munnetra Kazhagam des del 1970.